# 秋田嶽由藏
秋田嶽 由藏（あきただけ よしぞう、1905年3月27日 - 1940年11月27日）は、秋田県横手市出身で春日野部屋に所属した元大相撲力士。本名は松岡 由蔵。最高位は十両4枚目。

## 経歴
春日野部屋に入門し、1925年1月初土俵を踏む。番付を上げ、1932年1月には幕下上位に上がった。番付発表直後に起きた春秋園事件で大量の幕内十両の脱退者が出たため、その穴埋めのため東十両7枚目に昇進した。新十両の場所とその翌場所はともに3勝止まりと振るわず、幕下に落ちた。1933年1月に再十両で6勝5敗と初めて勝ち越した。3場所連続十両にいて、一度幕下に落ちるが1935年1月に十両に復帰、4場所連続在位した。その後再び幕下に落ち、「千雄山」と改名したが、1939年1月に廃業。翌1940年に死去した。

## 改名
秋田嶽→千雄山